# Speocera
Genre
Synonymes
- Apiacera Marples, 1955
- Simonicera Brignoli, 1979
- Complicicera Deeleman-Reinhold, 1995

Speocera est un genre d'araignées aranéomorphes de la famille des Ochyroceratidae.

## Distribution
Les espèces de ce genre se rencontrent en Asie du Sud-Est, en Asie du Sud, en Asie de l'Est, en Afrique, en Océanie, dans le Nord de l'Amérique du Sud et au Mexique.

## Liste des espèces
Selon World Spider Catalog (version 25.0, 19/02/2024) :
- Speocera amazonica Brignoli, 1978
- Speocera amber F. Y. Li & S. Q. Li, 2019
- Speocera ankalana F. Y. Li & S. Q. Li, 2019
- Speocera apo Deeleman-Reinhold, 1995
- Speocera asymmetrica Tong & Li, 2007
- Speocera babau Brescovit, Zampaulo, Cizauskas & Pedroso, 2022
- Speocera bachma F. Y. Li & S. Q. Li, 2019
- Speocera balikpapan F. Y. Li & S. Q. Li, 2019
- Speocera ballarini F. Y. Li & S. Q. Li, 2019
- Speocera bambusicola Brignoli, 1980
- Speocera batang F. Y. Li & S. Q. Li, 2019
- Speocera bawangling F. Y. Li & S. Q. Li, 2019
- Speocera berlandi (Machado, 1951)
- Speocera bicornea Tong & Li, 2007
- Speocera bioforestae Dupérré, 2015
- Speocera bismarcki (Brignoli, 1976)
- Speocera bontoc F. Y. Li & S. Q. Li, 2019
- Speocera bosmansi Baert, 1988
- Speocera bovenlanden Deeleman-Reinhold, 1995
- Speocera bukittinggi F. Y. Li & S. Q. Li, 2019
- Speocera bulbiformis Lin, Pham & Li, 2009
- Speocera caeca Deeleman-Reinhold, 1995
- Speocera canjica Brescovit, Zampaulo, Pedroso & Cizauskas, 2023
- Speocera capra Deeleman-Reinhold, 1995
- Speocera cattien F. Y. Li & S. Q. Li, 2019
- Speocera crassibulba Deeleman-Reinhold, 1995
- Speocera cucphuong F. Y. Li & S. Q. Li, 2019
- Speocera cuyapo F. Y. Li & S. Q. Li, 2019
- Speocera dayakorum Deeleman-Reinhold, 1995
- Speocera debundschaensis Baert, 1985
- Speocera decui Dumitrescu & Georgescu, 1992
- Speocera deharvengi Deeleman-Reinhold, 1995
- Speocera dongjing F. Y. Li & S. Q. Li, 2019
- Speocera eleonorae Baptista, 2003
- Speocera fagei (Berland, 1914)
- Speocera feminina (Machado, 1951)
- Speocera gexuejuni F. Y. Li & S. Q. Li, 2019
- Speocera griswoldi F. Y. Li & S. Q. Li, 2019
- Speocera heilan F. Y. Li & S. Q. Li, 2019
- Speocera huifengi F. Y. Li & S. Q. Li, 2019
- Speocera huisun F. Y. Li & S. Q. Li, 2019
- Speocera indulgens Deeleman-Reinhold, 1995
- Speocera irritans Brignoli, 1978
- Speocera jacquemarti Baert & Maelfait, 1986
- Speocera javana (Simon, 1905)
- Speocera jucunda Brignoli, 1979
- Speocera karkari (Baert, 1980)
- Speocera krikkeni Brignoli, 1977
- Speocera lahrak F. Y. Li & S. Q. Li, 2019
- Speocera laureata Komatsu, 1974
- Speocera leclerci Deeleman-Reinhold, 1995
- Speocera longyan F. Y. Li & S. Q. Li, 2019
- Speocera manhao F. Y. Li & S. Q. Li, 2019
- Speocera melinh F. Y. Li & S. Q. Li, 2019
- Speocera microphthalma (Simon, 1892)
- Speocera minuta (Marples, 1955)
- Speocera molesta Brignoli, 1978
- Speocera musgo Dupérré, 2015
- Speocera naumachiae Brignoli, 1980
- Speocera nuichua F. Y. Li & S. Q. Li, 2019
- Speocera octodentis Tong & Li, 2007
- Speocera onorei Baert, 2014
- Speocera pallida Berland, 1914
- Speocera pamonha Brescovit, Zampaulo, Pedroso & Cizauskas, 2023
- Speocera papuana (Baert, 1980)
- Speocera parva Deeleman-Reinhold, 1995
- Speocera payakumbuh F. Y. Li & S. Q. Li, 2019
- Speocera phangngaensis Deeleman-Reinhold, 1995
- Speocera pinima Brescovit, Zampaulo, Cizauskas & Pedroso, 2022
- Speocera piquira Brescovit, Zampaulo, Cizauskas & Pedroso, 2022
- Speocera pongo Deeleman-Reinhold, 1995
- Speocera ranongensis Deeleman-Reinhold, 1995
- Speocera songae Tong & Li, 2007
- Speocera stellafera Deeleman-Reinhold, 1995
- Speocera suea F. Y. Li & S. Q. Li, 2019
- Speocera suratthaniensis Deeleman-Reinhold, 1995
- Speocera tabuk F. Y. Li & S. Q. Li, 2019
- Speocera taprobanica Brignoli, 1981
- Speocera tongyaoi Lin & Li, 2022
- Speocera transleuser Deeleman-Reinhold, 1995
- Speocera trapezialis F. Y. Li & S. Q. Li, 2019
- Speocera troglobia Deeleman-Reinhold, 1995
- Speocera trusmadi F. Y. Li & S. Q. Li, 2019
- Speocera tubularis F. Y. Li & S. Q. Li, 2019
- Speocera vacaatolada Brescovit, Zampaulo, Pedroso & Cizauskas, 2023
- Speocera vilhenai Machado, 1951
- Speocera violacea Dupérré, 2015
- Speocera wangi Lin & Li, 2022
- Speocera xiaoxiaoae F. Y. Li & S. Q. Li, 2019
- Speocera xuanson F. Y. Li & S. Q. Li, 2019
- Speocera yiduoi Lin & Li, 2024
- Speocera zhigangi F. Y. Li & S. Q. Li, 2019

## Systématique et taxinomie
Ce genre a été décrit par Berland en 1914 dans les Ochyroceratidae.
Apiacera a été placé en synonymie par Brignoli en 1979.
Simonicera a été placé en synonymie par Deeleman-Reinhold en 1995.

## Publication originale
- Berland, 1914 : « Araneae (1re partie). » Voyage de Ch. Alluaud et R. Jeannel en Afrique oriental (1911-1912): Résultats scientifiques, Paris, vol. 3, p. 37-94.